# U-Bahn-Station Johnstraße
Die Station Johnstraße ist eine mehrgeschoßige, unterirdische Station der U-Bahn-Linie U3 im 15. Wiener Gemeindebezirk Rudolfsheim-Fünfhaus. Namensgeber ist die 1894 beziehungsweise 1912 nach dem österreichischen Militär Franz Xaver von John (1815–1876) benannte Johnstraße.

## Station
Das Bauwerk wurde am 3. September 1994 im Zuge der Eröffnung des dritten Teilstücks der U3 seiner Bestimmung übergeben. Bis zum 5. Dezember 1998 war hier die vorläufige westliche Endstation der U3. 
Die Station befindet sich 21 Meter unter dem Niveau der Meiselstraße zwischen der Johnstraße und der Kröllgasse. Sie verfügt über einen Mittelbahnsteig, zehn Rolltreppen und vier barrierefreie Zugänge per Aufzug. Ausgänge führen in Richtung Meiselmarkt, zur Wiener Wasserwelt (einer Fußgängerzone mit mehreren Brunnenanlagen), auf die Hütteldorfer Straße und in die Meiselstraße. Es besteht die Möglichkeit, zur Straßenbahnlinie 49 in Richtung Hütteldorf bzw. Ring und zu den Autobuslinien 10A in Richtung Niederhofstraße beziehungsweise Heiligenstadt und 12A in Richtung Längenfeldgasse bzw. Gablenzgasse umzusteigen. In der Nähe der Station befindet sich (mit direktem Zugang) das in einem alten Wasserbehälter untergebrachte Markt- und Einkaufszentrum Meiselmarkt, die Wasserwelt auf dem Kardinal-Rauscher-Platz, die Einkaufsmeile Hütteldorfer Straße sowie das im Dezember 2007 in der Johnstraße nach umfangreichen öffentlichen Diskussionen eröffnete, im Volksmund „Punkerhaus“ genannte „Haus Johnstraße für junge Erwachsene“ der Gemeinde Wien.

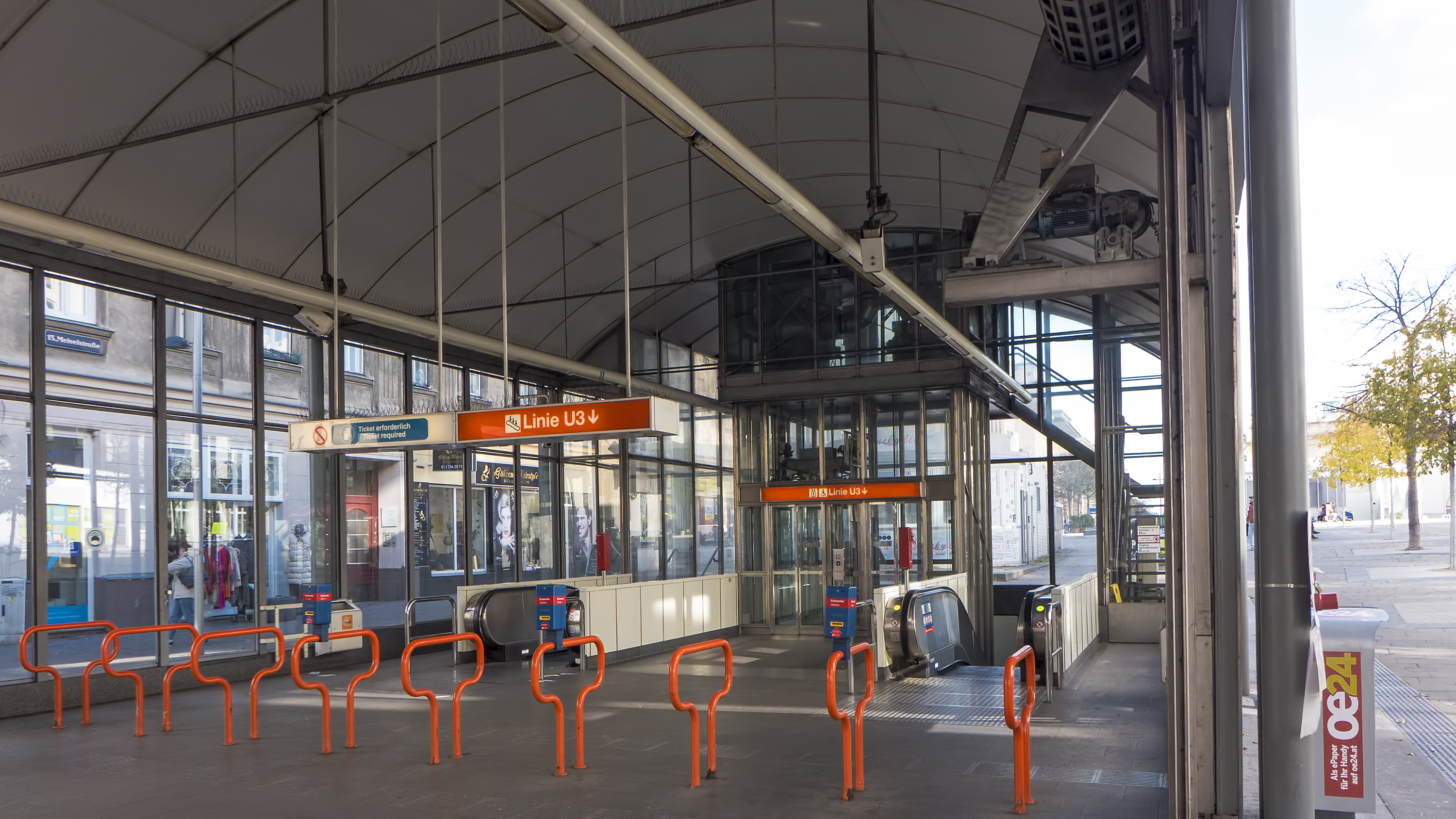
Im Aufnahmegebäude
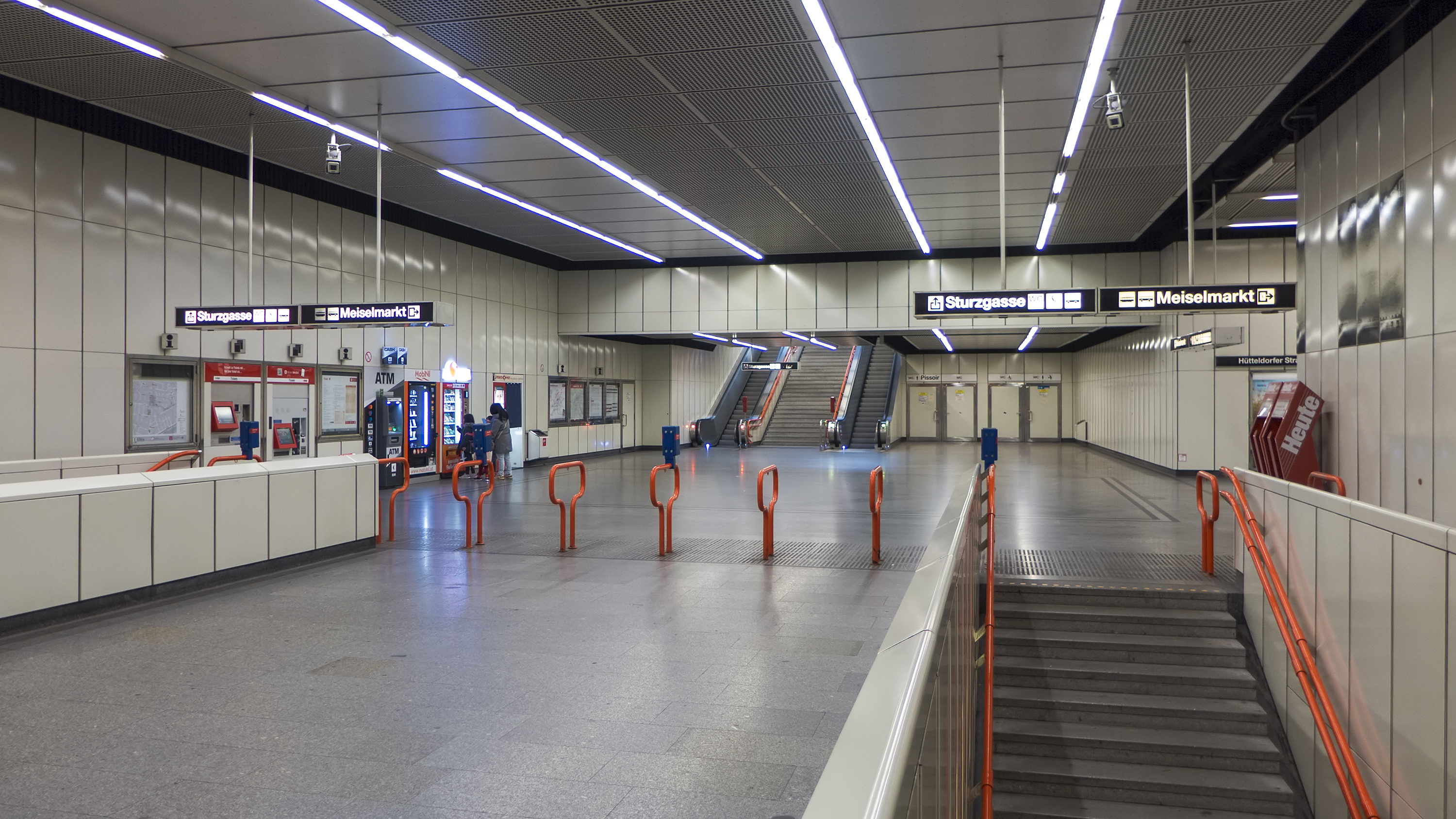
In der Station
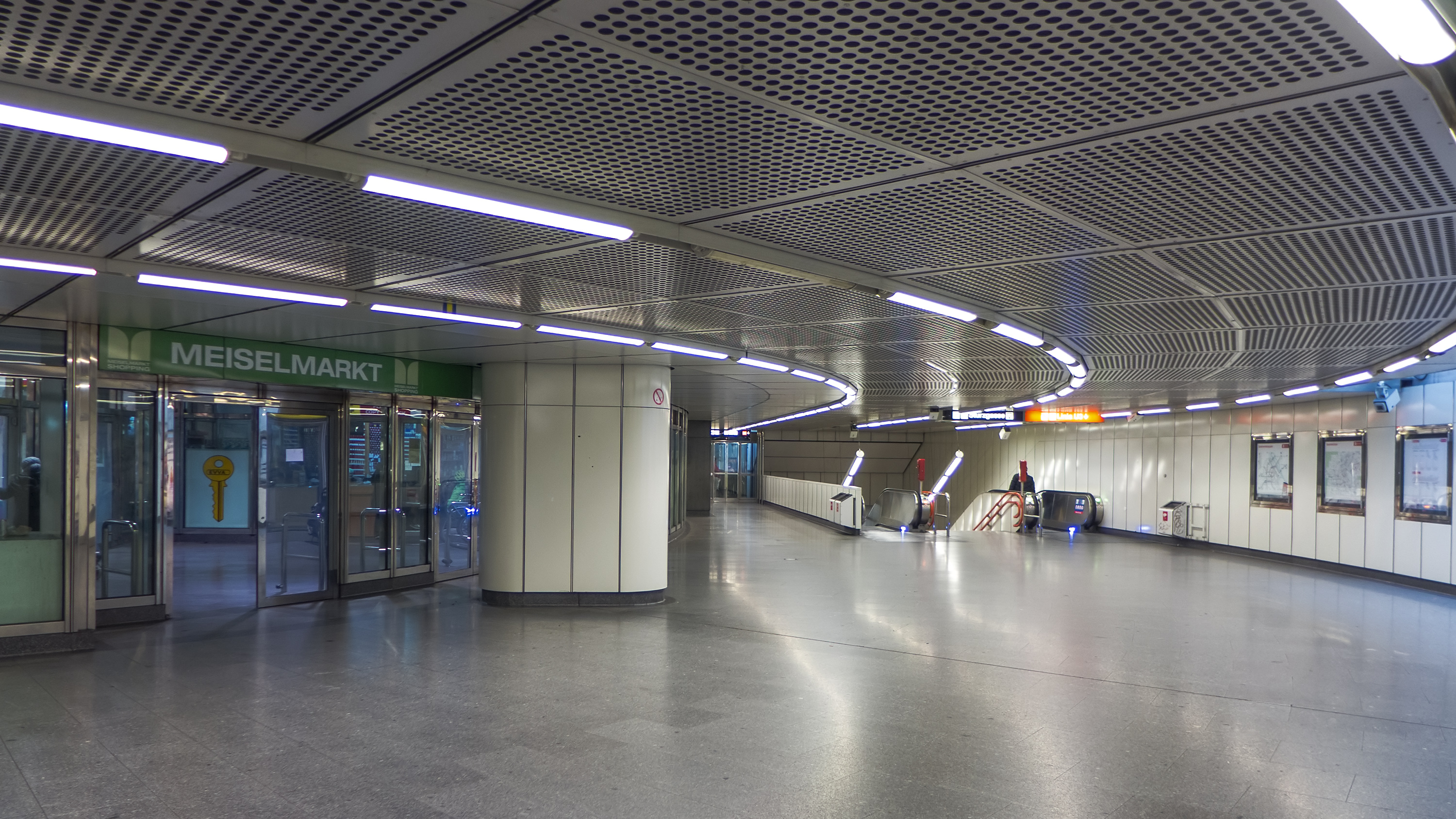
Zugang zum Meiselmarkt
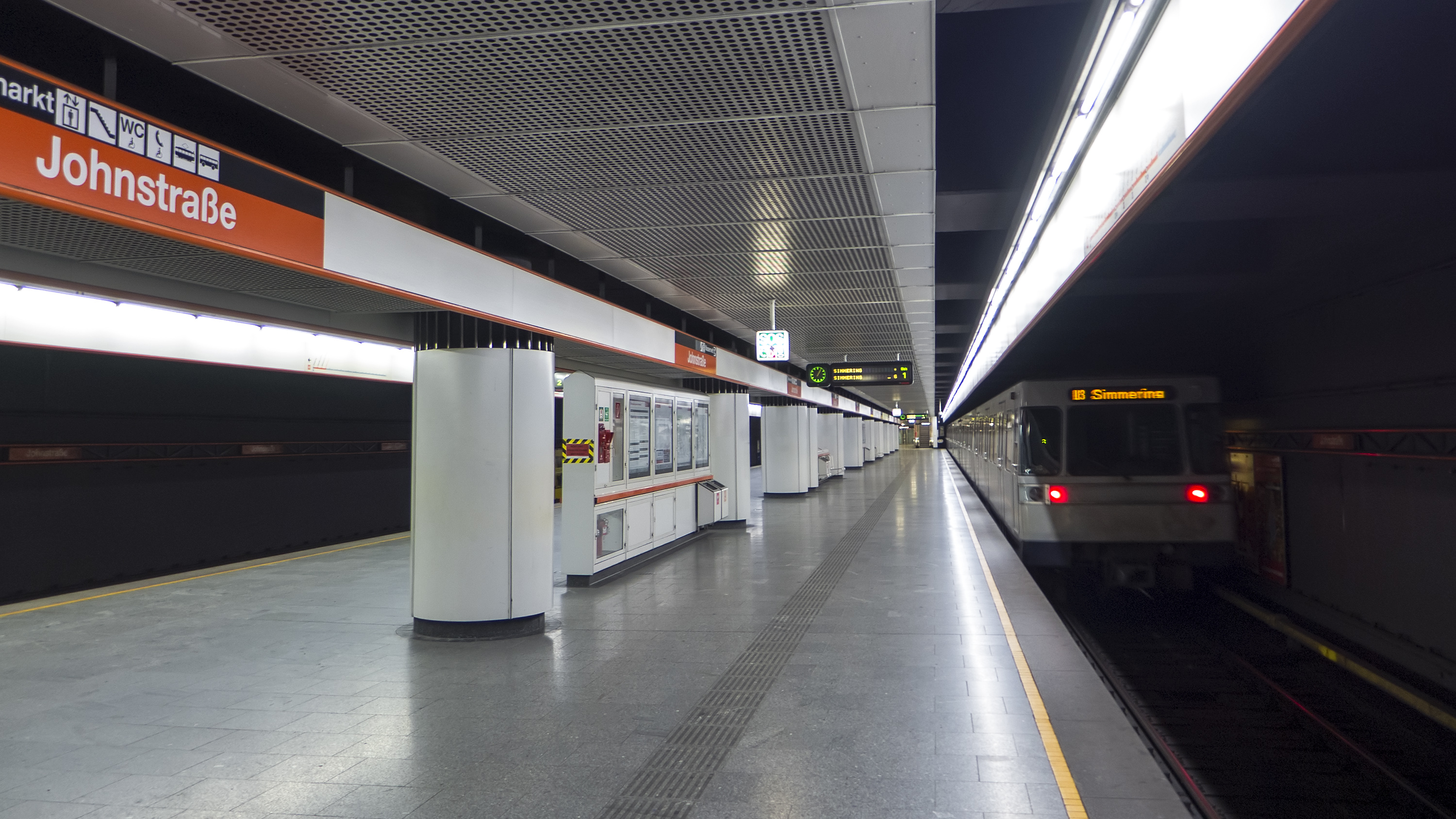
Bahnsteig der Station
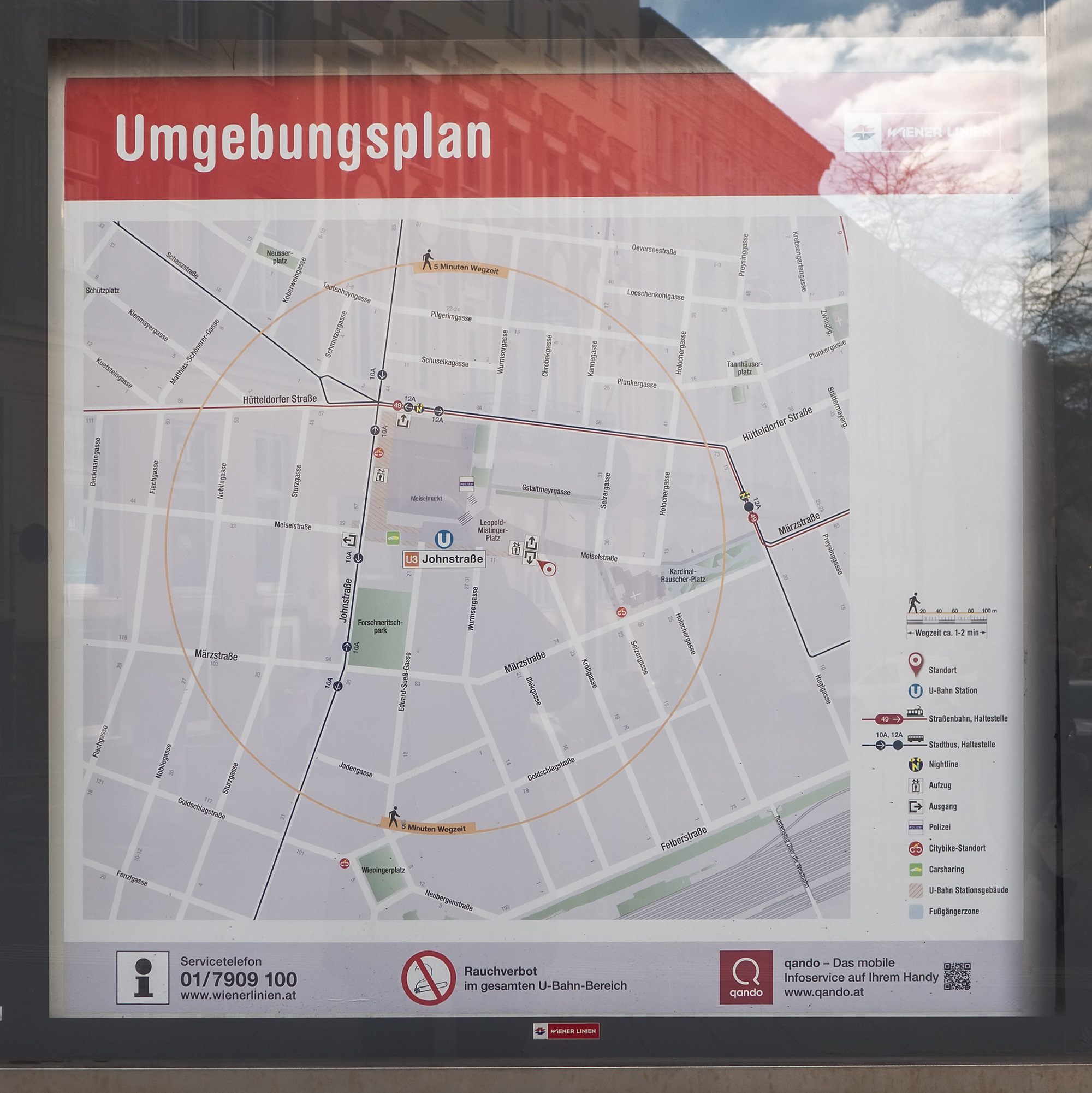
Umgebungsplan

## Ausgestaltung
Im Zwischengeschoß der Station befindet sich seit April 2010 die Bilderserie „übertragung“ des Druckgrafikers Michael Schneider, bestehend aus 43 schwarzweißen Bildern. Als Vorlage verwendete der Künstler digitale Fotografien, die die Dachlinien von Häusern entlang der Linie U3 zeigen. Die Grafiken entstanden zum Teil in klassischer Tiefdrucktechnik und zum anderen Teil als Holzdruck. Die Bilder wurden digitalisiert, auf Siebe belichtet, mit Emailfarbe auf Bleche gedruckt und dann bei 800 Grad gebrannt.
In einem Gang der Station zum Ausgang Hütteldorfer Straße findet sich ein großes Email-Wandbild. Es handelt sich um eine moderne Nachbildung des Aquarells Frühjahrsparade auf der Schmelz im Jahr 1897 von Felician Myrbach aus dem Heeresgeschichtlichen Museum. Das Wandbild erinnert daran, dass sich auf der nahegelegenen Schmelz ein bedeutender Exerzierplatz befand.

## Galerie

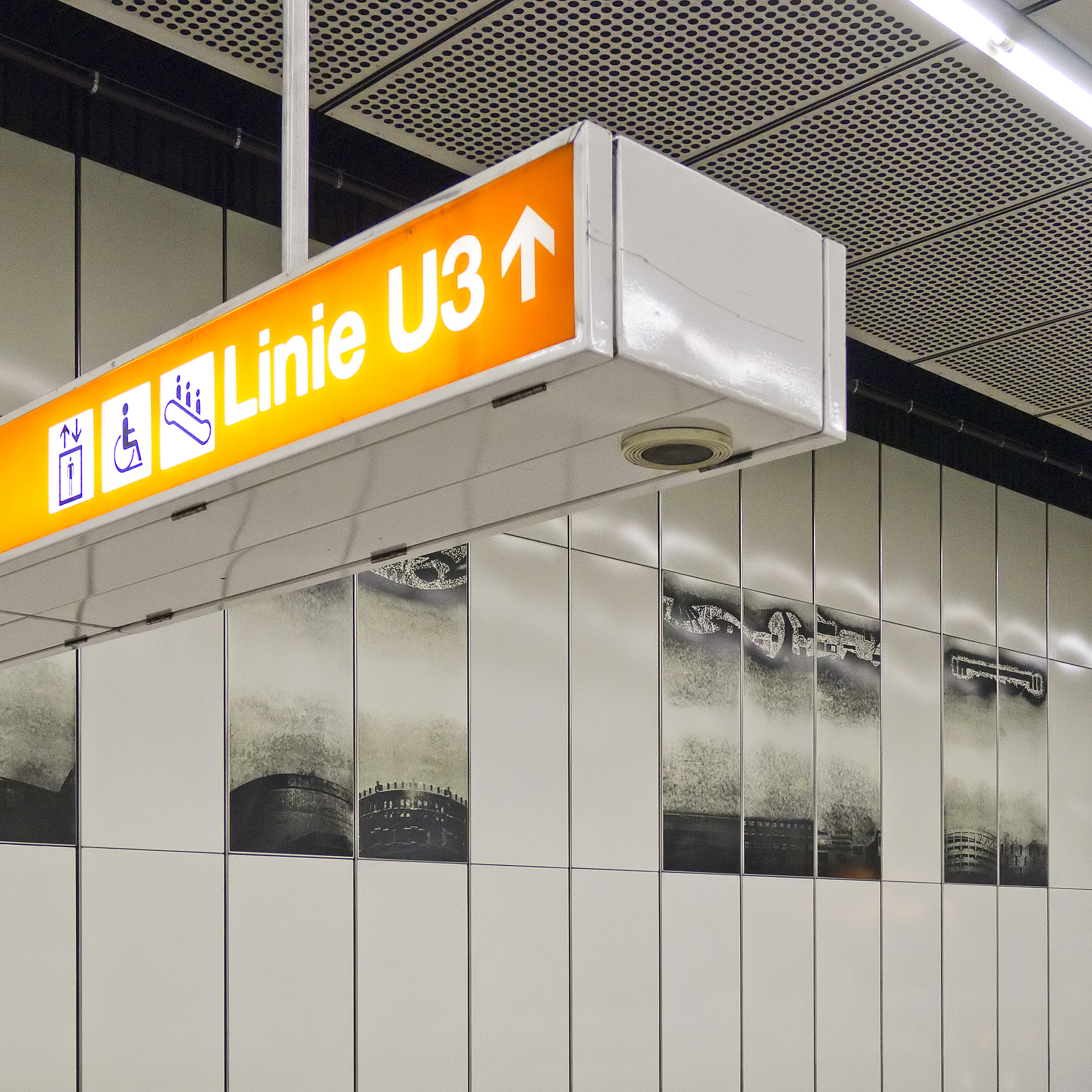
Station Johnstraße, Zwischengeschoß
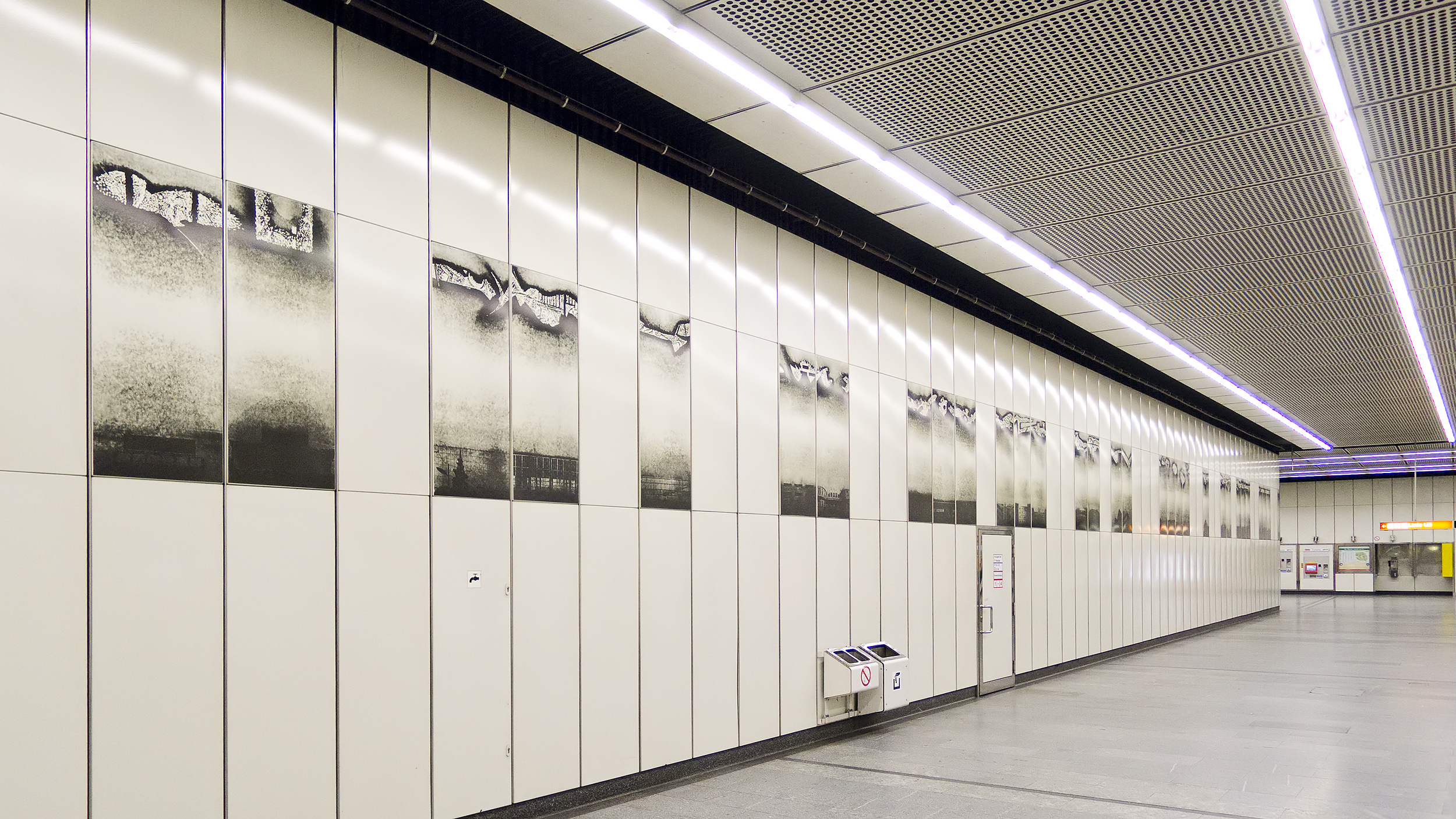
Druckgrafik „übertragung“
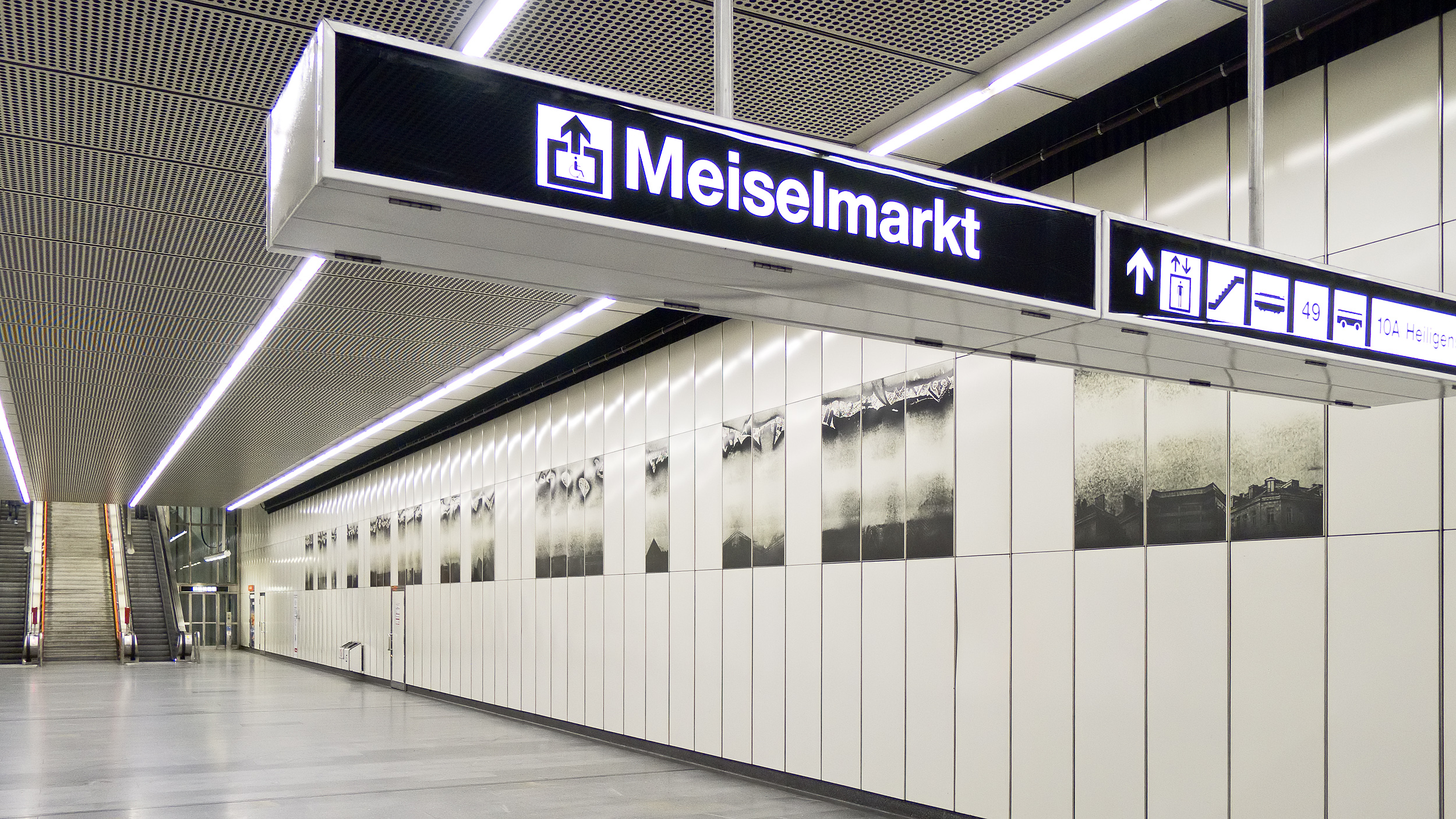
Druckgrafik „übertragung“
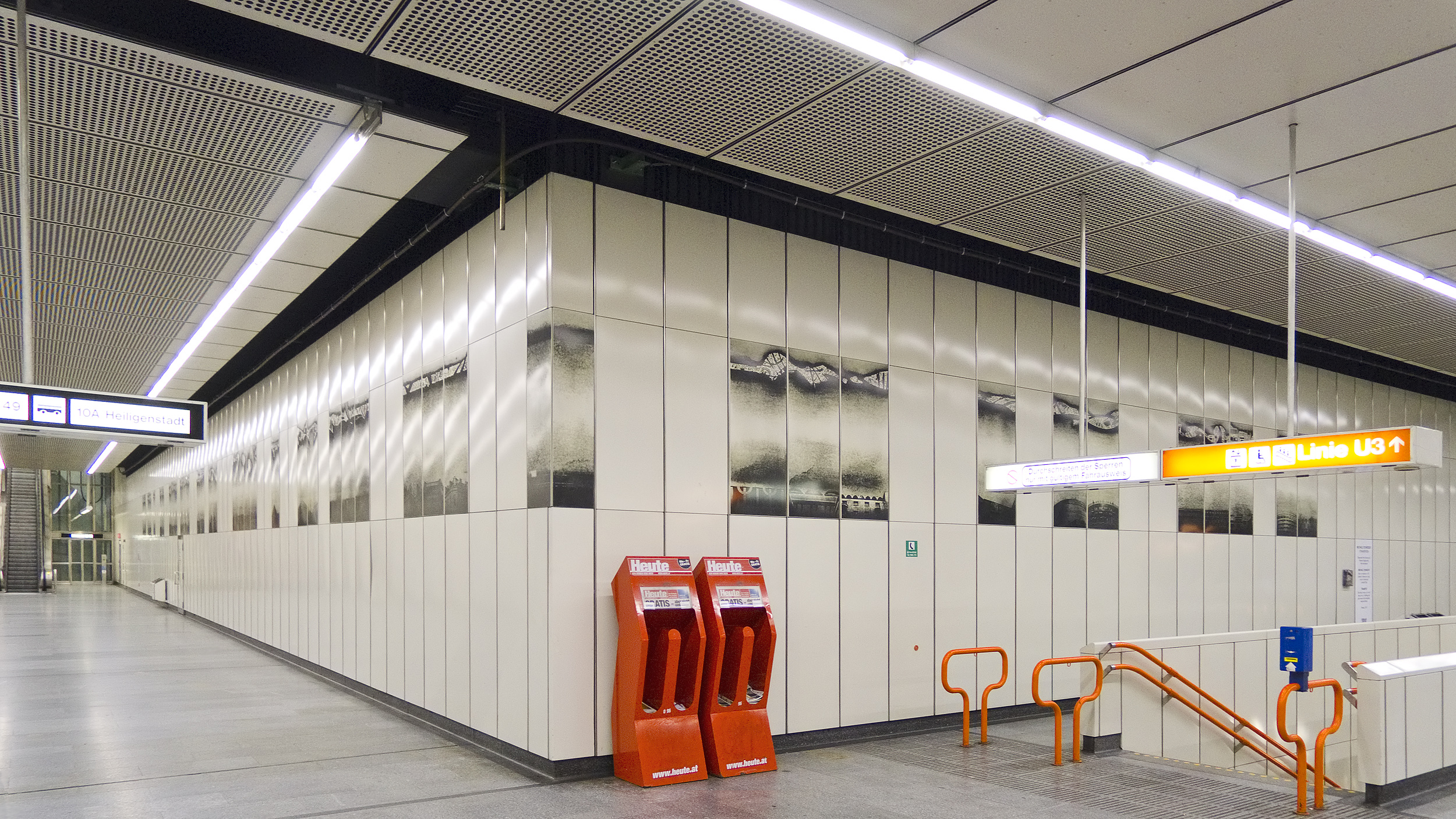
Druckgrafik, Gesamtansicht
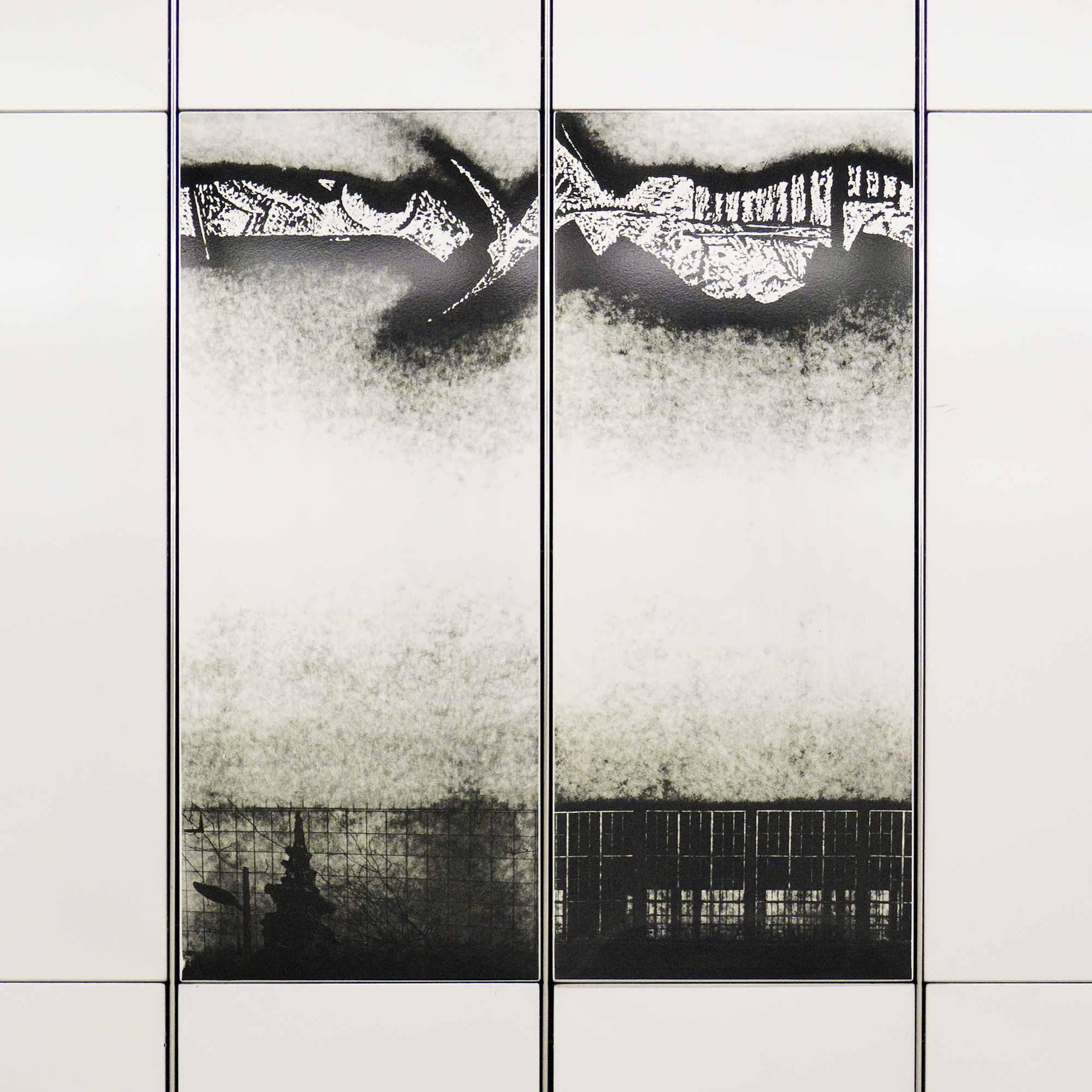
Druckgrafik „übertragung“, Detail
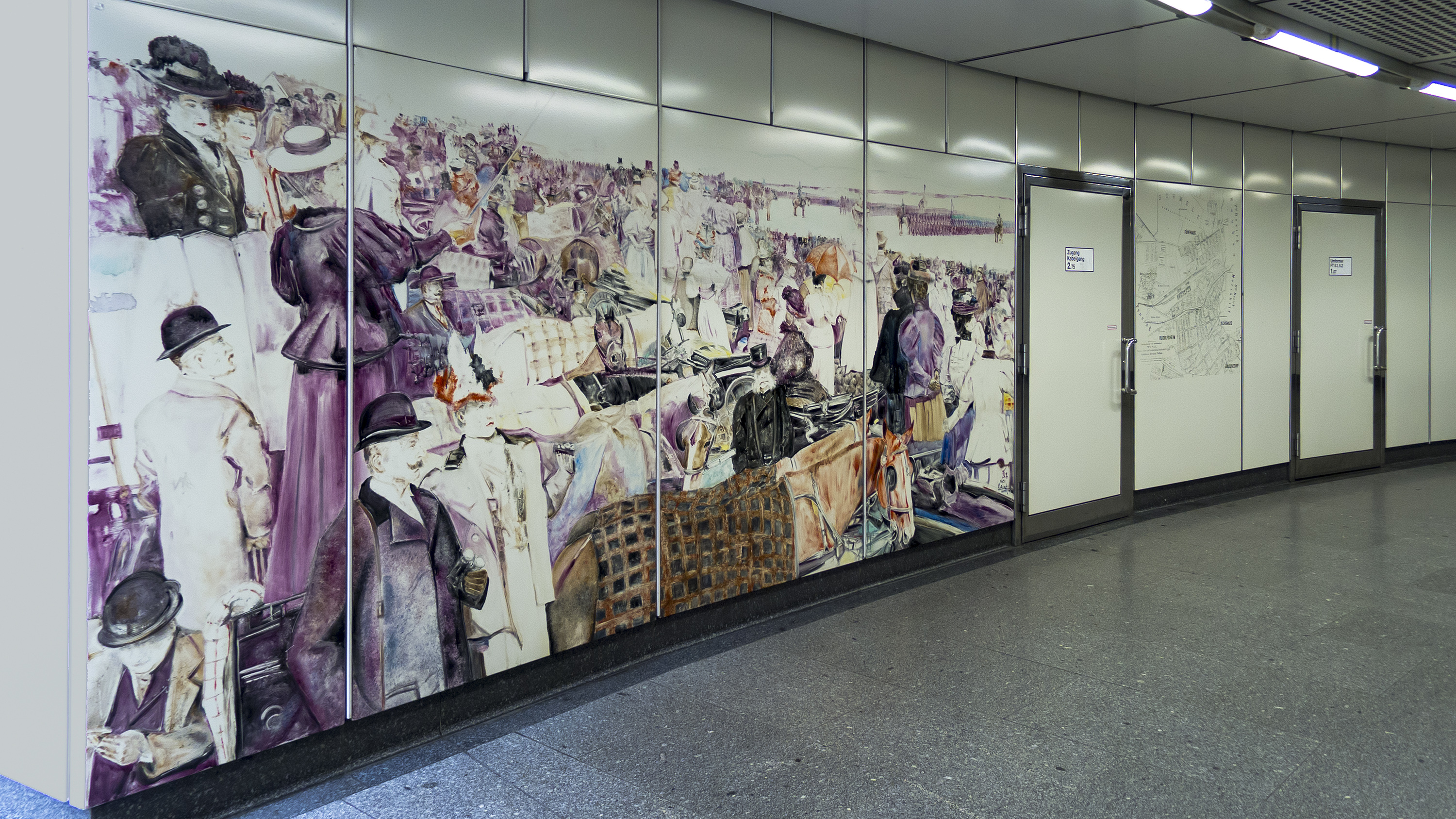
Wandbild „Frühjahrsparade auf der Schmelz“
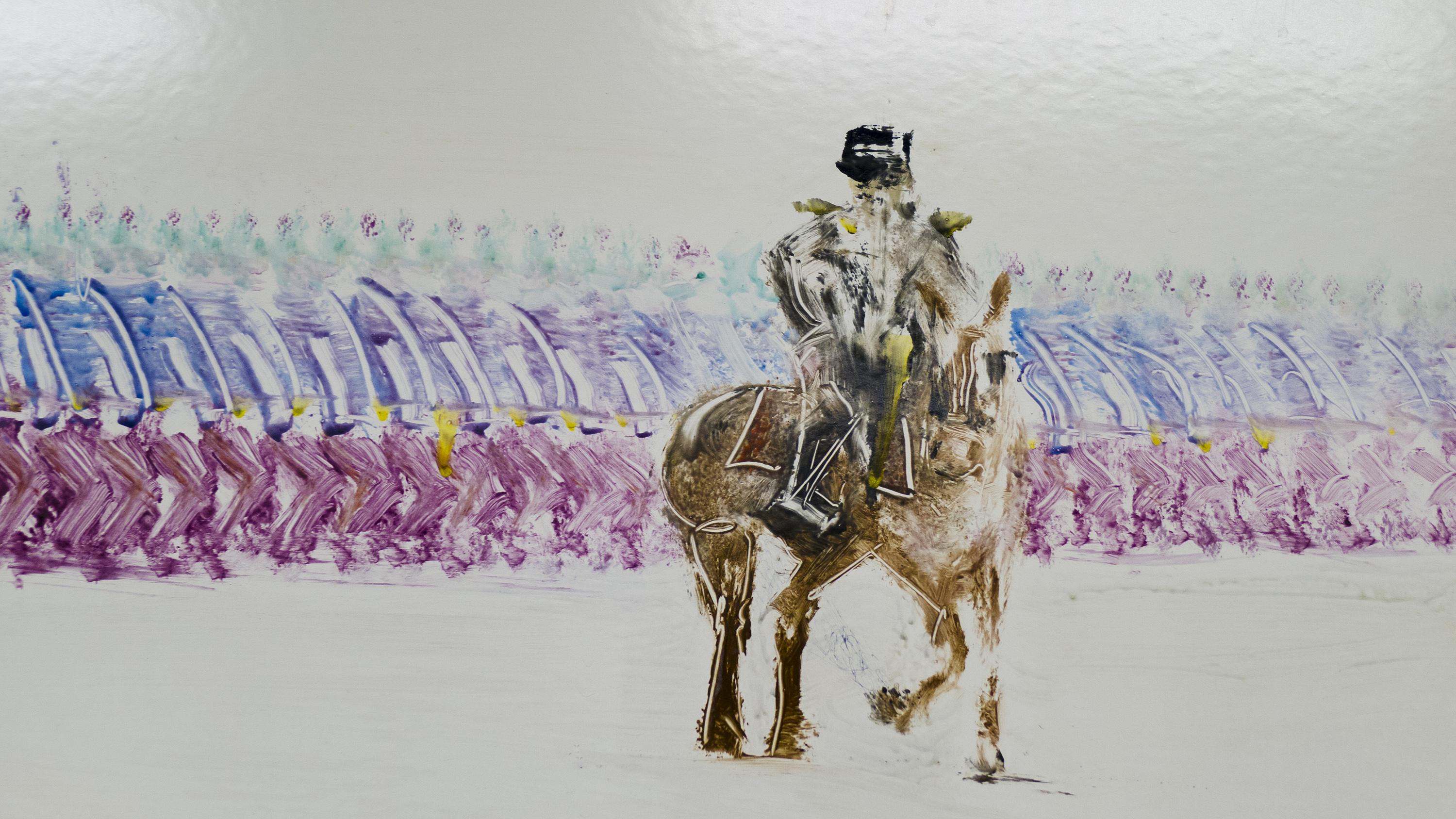
Wandbild, Detail
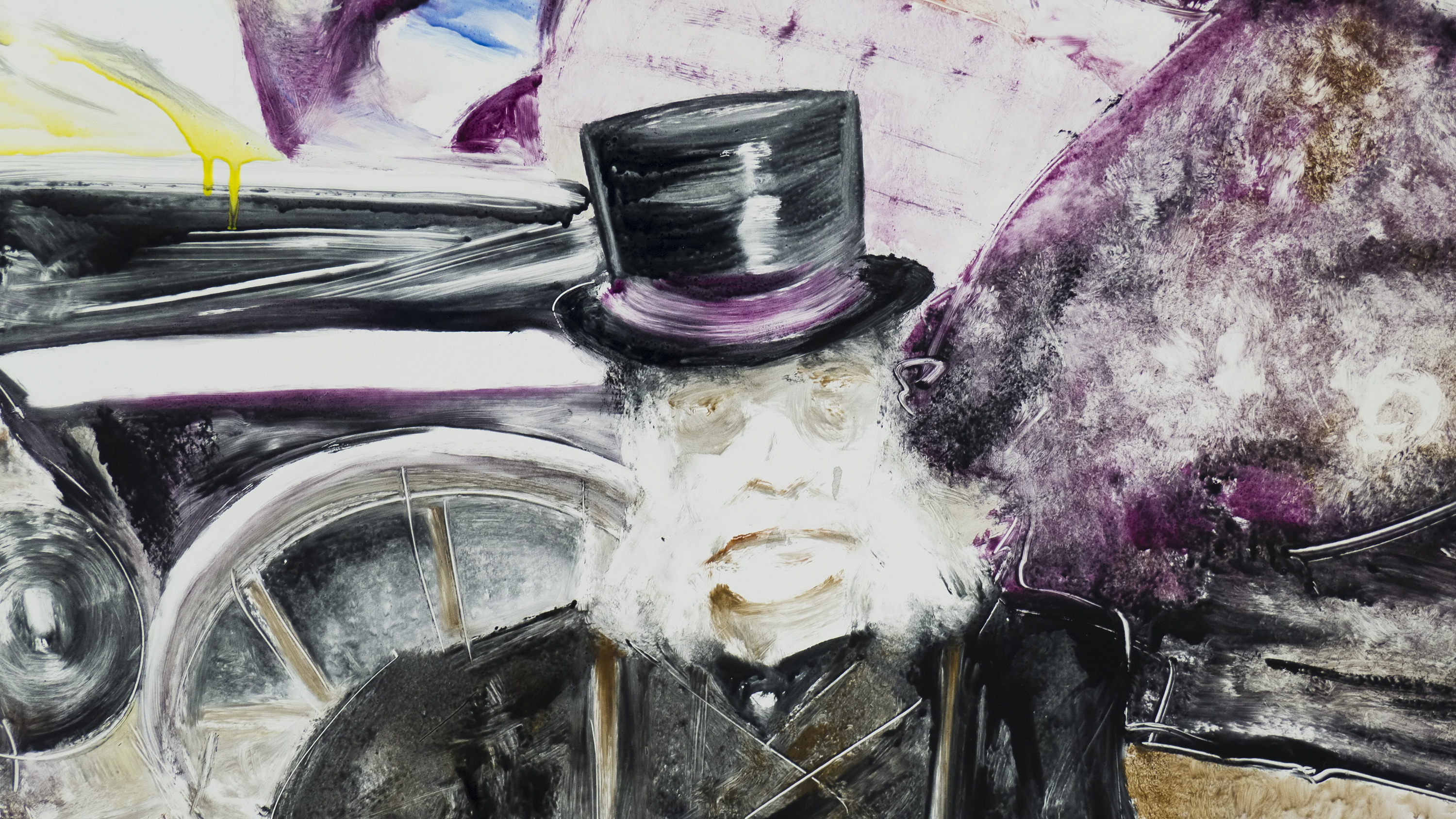
Wandbild, Detail